# Заполярье (деревня)
Заполярье — упразднённая деревня в Белозерском районе Курганской области. Входила в состав Светлодольского сельсовета. Исключена из учётных данных в 2001 году.

## География
Деревня находилась на севере области, в лесостепной зоне, при автодороге Белозерское — Большой Камаган, на расстоянии примерно 1,5 километров (по прямой) к северо-западу (WNW) от села Светлый Дол, административного центра района. Абсолютная высота — 137 метров над уровнем моря.
Климат
Климат характеризуется как континентальный с холодной малоснежной зимой и тёплым сухим летом. Среднегодовая температура — 2 °C. Средняя температура воздуха самого тёплого месяца (июля) составляет 20 °C (абсолютный максимум — 41 °C); самого холодного (января) — −17 °C (абсолютный минимум — −48 °C). Среднегодовое количество атмосферных осадков составляет 385 мм, из которых 290 мм выпадает в период с апреля по октябрь. Устойчивый снежный покров держится в течение 145 дней.

## История
Возникла как производственный посёлок Госсортучастка. Затем являлось отделением совхоза «Белозерский».
Упразднена постановлением Курганской областной думы от 21 августа 2001 года № 525.